# کاونت گاردن
کاوِنت گاردن (به انگلیسی: Covent Garden) نام یکی از محله‌های شیک لندن، پایتخت انگلستان است که در مرکز این شهر واقع شده و پیشتر بازار اصلی خرید و فروش انواع گل‌ها، میوه‌جات و سبزیجات بوده‌است. این بازار در ۱۹۷۴ به کاونت گاردن جدید منتقل شد و به‌جایش رستوران‌ها و فروشگاه‌های کوچکی را در فضای میدان بازار قبلی بنا نمودند.
کاونت گاردن یکی از جاذبه‌های توریستی شهر لندن به‌شمار می‌رود و بازیگران خیابانی برای سرگرم‌نمودن توریست‌ها به این منطقه می‌آیند. همچنین سالن اپرای سلطنتی که بخشی از بازار گل‌فروشان پیشین به نام «تالار گل»، قسمتی از ساختمان آن را تشکیل می‌دهد در این محله و در مجاورت میدان پیشین قرار دارد و به همین دلیل آن را نیز علاوه بر تماشاخانهٔ سلطنتی، «کاونت گاردن» هم می‌نامند.